# NGC 5172
NGC 5172 (другие обозначения — UGC 8477, MCG 3-34-41, ZWG 101.57, IRAS13268+1718, PGC 47330) — галактика в созвездии Волосы Вероники.
Этот объект входит в число перечисленных в оригинальной редакции «Нового общего каталога».
В галактике вспыхнула сверхновая SN 1998cc типа Ib, её пиковая видимая звездная величина составила 18,1.
В галактике вспыхнула сверхновая SN 2001R типа II, её пиковая видимая звездная величина составила 18,5.